# مجتمع موازي

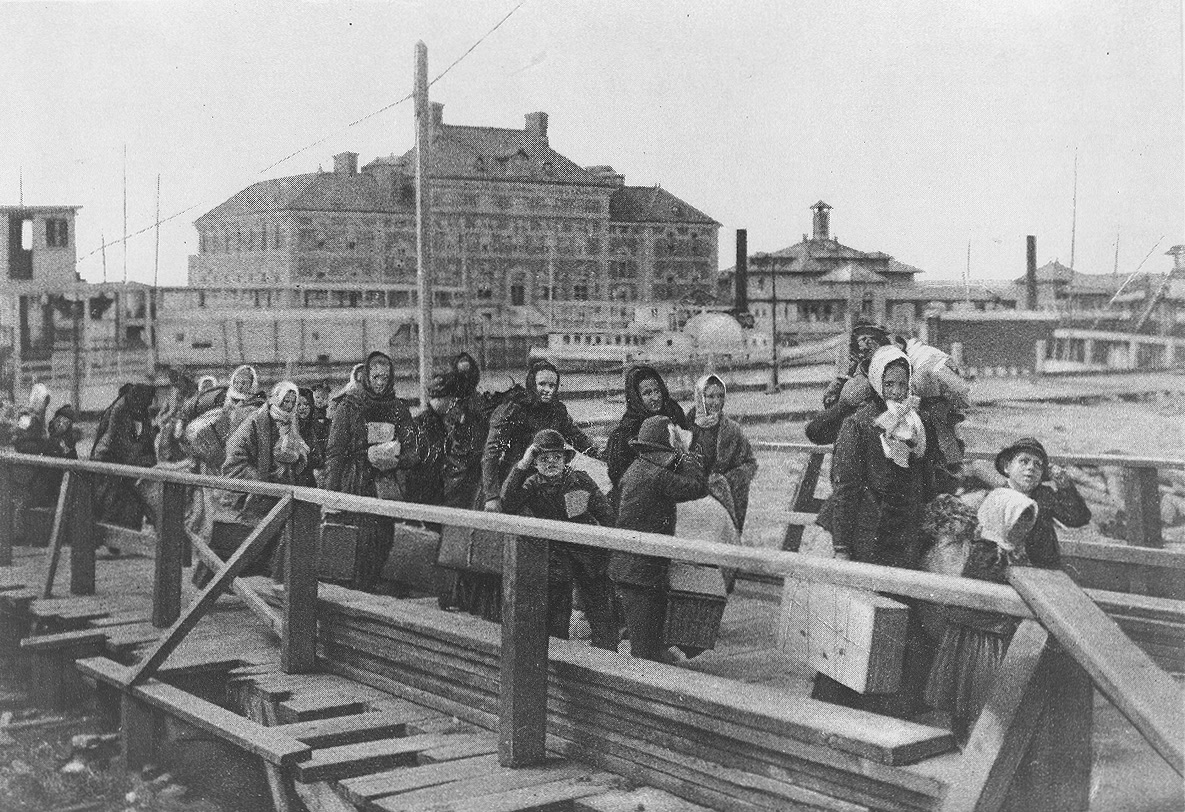

يشير المجتمع المتوازي بالألمانية (بالألمانية: Parallelgesellschaft) إلى التنظيم الذاتي للأقلية العرقية أو الدينية. ويقصد به عادةً تكون المجموعات المهاجرة، وذلك بهدف خفض أو تقليل الاتصال المكاني والاجتماعي والثقافي، مع مجتمع الأغلبية حيثما قاموا بالهجرة.
قدّم هذا المصطلح عالم الاجتماع الألماني ويليام هيتماير في نقاش حول الهجرة والدمج في بداية التسعينيات من القرن العشرين. واشتهر هذا المصطلح في الخطاب العام في أوروبا بعد حادث اغتيال المخرج الألماني والناقد للدين الإسلامي ثيو فان غوخ. وفي عام 2004، تم ترشيح هذا المصطلح ليصبح كلمة العام الثانية من قبل جمعية اللغة الألمانية.